# Celso Ortíz
Celso Fabián Ortiz Gamarra (Asunción, 26 januari 1989) is een Paraguayaans voetballer die als defensieve middenvelder speelt. In 2016 verruilde hij AZ voor CF Monterrey.

## Clubcarrière
Ortíz begon zijn loopbaan bij Cerro Porteño. Daar debuteerde hij in het seizoen 2008/09 en speelde hij 24 wedstrijden, waarin hij vijf doelpunten maakte. Hij speelde ook in het Paraguayaans voetbalelftal onder 20, waarmee hij aan het wereldkampioenschap voor jeugdelftallen in 2009 deelnam. Zijn debuut maakte hij voor AZ als invaller op 7 februari 2010 tegen Feyenoord. Die wedstrijd wonnen ze met 1–2 in de laatste minuten door een kopbal van ploeggenoot Héctor Moreno. Zijn eerste doelpunt voor AZ maakte hij tevens als invaller op 20 november 2010 tegen toenmalig landskampioen FC Twente. Hij schoot de bal onder de kruising, en werd uiteindelijk matchwinner; het werd 1–2 voor AZ. Op zondag 1 februari 2015 brak Ortíz zijn spaakbeen in de competitiewedstrijd tegen Heracles Almelo (3–1). De middenvelder van AZ liep de blessure op toen hij na een duel op de grasmat viel. Op 9 juni 2016 tekende hij een meerjarig contract bij het Mexicaanse CF Monterrey.

## Statistieken
| Seizoen | Club          | Land      | Competitie     | Wedstrijden | Doelpunten |
| ------- | ------------- | --------- | -------------- | ----------- | ---------- |
| 2007/08 | Cerro Porteño | Paraguay  | Liga Paraguaya | 12          | 2          |
| 2008/09 | Cerro Porteño | Paraguay  | Liga Paraguaya | 23          | 3          |
| 2009/10 | AZ            | Nederland | Eredivisie     | 6           | 0          |
| 2010/11 | AZ            | Nederland | Eredivisie     | 13          | 1          |
| 2011/12 | AZ            | Nederland | Eredivisie     | 4           | 0          |
| 2012/13 | AZ            | Nederland | Eredivisie     | 4           | 0          |
| 2013/14 | AZ            | Nederland | Eredivisie     | 31          | 1          |
| 2014/15 | AZ            | Nederland | Eredivisie     | 24          | 0          |
| 2015/16 | AZ            | Nederland | Eredivisie     | 18          | 0          |
| 2016/17 | CF Monterrey  | Mexico    | Liga MX        | 28          | 1          |
| 2017/18 | CF Monterrey  | Mexico    | Liga MX        | 31          | 2          |
| 2018/19 | CF Monterrey  | Mexico    | Liga MX        | 34          | 1          |
| 2019/20 | CF Monterrey  | Mexico    | Liga MX        | 32          | 0          |
| 2020/21 | CF Monterrey  | Mexico    | Liga MX        | 33          | 0          |
| Totaal  | Totaal        | Totaal    | Totaal         | 293         | 11         |

## Erelijst
AZ
- KNVB beker

2013
 Monterrey
- Liga MX

2017 Apertura
- CONCACAF Champions League

2019
1 Andrada ·
3 Montes ·
5 Kranevitter ·
6 Gutiérrez ·
7 Funes Mori ·
8 Campbell ·
9 Janssen ·
10 Vergara ·
11 Meza ·
14 Aguirre ·
15 Moreno ·
16 Ortíz ·
17 Gallardo ·
18 Grijalva ·
19 Alvarado ·
20 Vegas ·
21 González ·
22 Cárdenas ·
23 Sánchez ·
24 Ramos ·
27 Parra ·
29 Rodríguez ·
33 Medina  ·
Coach: Aguirre